# Xã Kennedy, Quận Allegheny, Pennsylvania
Xã Kennedy (tiếng Anh: Kennedy Township) là một xã thuộc quận Allegheny, tiểu bang Pennsylvania, Hoa Kỳ. Năm 2010, dân số của xã này là 7.672 người.